# غورانيا فراتنا غورا
غورانيا فراتنا غورا (بالسيريلية Горња Вратна Гора) هي قرية في البوسنة والهرسك. وهي تقع في بلدية كونييتش التابعة لكانتون الهرسك-نيريتفا في اتحاد البوسنة والهرسك. طبقا لنتائج تعداد البوسنة عام 2013 لم تسجل فيها أي إحصائيات.

## التركيبة السكانية

### التطور التاريخي للسكان
| 1961 | 1971 | 1981 | 1991 | 2013 |
| ---- | ---- | ---- | ---- | ---- |
| 97   | 106  | 80   | 48   | 0    |

## وصلات خارجية
- Maplandia (بالإنجليزية)